# Palacio de la Asamblea de Ceuta
El Palacio de la Asamblea es un edificio de estilo clasicista  emplazado en la Plaza de África en la ciudad española de Ceuta, sede de la Asamblea de Ceuta.

## Historia
El 5 de agosto de 1914 se colocó la primera piedra, siendo construido entre 1914 y 1926 según proyecto del arquitecto municipal de Cádiz José Romero Barrero e inaugurado el 6 de octubre de 1927 por Alfonso XIII y  Victoria Eugenia de Battenberg. En 1983 se convocó el concurso para su ampliación, siendo ganado por el estudio Cruz y Ortiz, de los arquitectos Antonio Cruz Villalón y Antonio Ortiz García, construyéndose entre 1989 y 1991.

## Descripción
Consta de una planta baja, en la que se sitúa el vestíbulo y el antiguo despacho del Alcalde de Ceuta, una planta principal en la que se sitúa hacia  la Plaza de África el Salón del Trono, con frescos de Mariano Bertuchi y estucos de Cándido Mata Cañamaque,el que se conserva el Pendón Real .Este es de seda de damasco rojo y morado, bordado por doña Felipa para "mayor brillo de la corona lusitana". Lleva el escudo de Portugal como símbolo de la ciudad y desfila con las autoridades el día de la festividad del Corpus Christi. Pose honores de Capitán General.
A continuación, en la misma planta y en el chaflán se sitúa La Rotonda y hacía la Gran Vía de Ceuta el Salón de Sesiones, con un cuidado artesonadoy todos los artesonados y la obra escultórica, llevan el sello de las manos de Cándido Mata Cañamaque, y tres plantas.
Respecto a sus fachadas, presenta arcos en la planta baja, con un balcón corrido con balaustradas en cada una de las fachadas, con un chaflán redondeado en el que se sitúa la entrada, que presenta un el reloj y está coronado por una cúpula.